# VJa–23
A Volkov–Jarcev VJa–23 a Szovjetunióban a második világháború idején gyártott 23 mm-es repülőgép-fedélzeti gépágyú.

## Története
A fegyvert 1940-ben tervezte Alekszandr Volkov és Szergej Jarcev a tulai CKB–14 tervezőirodában az akkor újonnan bevezetett 23 mm-es gépágyú lőszerhez. A fejlesztés időszakában TKB–201 volt a típusjelzése. A fegyver tervei 1940. május 6-ra készültek el. A gépágyút eredetileg az Il–2 csatarepülőgép páncélozott földi célok elleni beépített fegyverének szánták. Az Il–2 fejlesztésének késése miatt azonban kezdetben zsákmányolt Messerschmitt Bf 110 nehéz vadászrepülőgépen tesztelték. 1941-ben az Il–2-esen folytatták a kísérleti lövészeteket, majd még ugyanabban az évben rendszeresítették VJa–23 típusjelzéssel. A gépágyút kizárólag az Il–2 csatarepülőgépen, illetve annak továbbfejlesztett változatán, az Il–10-en alkalmazták. Összesen 64 655 db-ot gyártottak belőle, sorozatgyártása a 2. és 66. sz. gyárakban folyt.

## Műszaki jellemzői
Gázműködtetésű fegyver, mely a csőből elvezetett lőporgázok energiáját használta a működéséhez. A zár ék reteszelésű. A lőszereket acél hevederekben tárolták. A fegyvert nagy tűzgyorsaság és tűzerő jellemezte. Tűzgyorsasága 550–600 lövés/perc volt. Hátrányos tulajdonsága volt ugyanakkor a jelentős visszarúgó erő, valamint az alkatrészek gyors kopása,  különösen cső és az adagoló szerkezet esetében.
A nagy reakcióerő miatt vadászrepülőgépekbe nem építették be, az Il–2-n párosával, a két szárnyfélbe építettek be egyet-egyet, egyenként 150 db-os lőszerjavadalmazással. A fegyver tömege 66 kg, hossza 2150 mm.
A gépágyúhoz alkalmazott 23 mm-es lőszer lövedéke 200 g-os volt. A lőszer hatásában jelentősen felülmúlta a SVAK és Berezin B–20 gépágyúkban alkalmazott 20 mm-es lőszert. Páncéltörő változata 400 m-ről 25 mm-es páncéllemezt volt képes átütni. A fegyver jelentős tűzereje ellenére a német könnyű páncélosok ellen csak oldalról és elölről, a közepes harckocsik ellen csak felülről volt hatásos.

## Műszaki adatai
- Űrméret: 23 mm
- Hossz: 2150 mm
- Csőhossz: 1660 mm
- Tömeg: 66 kg
- Tűzgyorsaság: 550–650 lövés/perc
- Csőtorkolati sebesség: 905 m/s

### Kapcsolódó fejlesztés
- NSZ–23

### Hasonló fegyverek
- SVAK
- MG FF
- MG 151
- Hispano-Suiza HS.404
- B–20